# Clidemia fendleri
Clidemia fendleri är en tvåhjärtbladig växtart som beskrevs av Célestin Alfred Cogniaux. Clidemia fendleri ingår i släktet Clidemia och familjen Melastomataceae. Inga underarter finns listade i Catalogue of Life.